# Campeonato Sul-Americano de Atletismo Sub-23 de 2008
A 3ª edição do Campeonato Sul-Americano de Atletismo Sub-23 de 2008 foi organizado pela CONSUDATLE, para atletas com até 23 anos classificados como Sub-23. As provas foram realizadas na Villa Deportiva Nacional, em Lima, no Peru, no período de 5 a 7 de setembro de 2008. Foram disputadas 44 provas com a presença de 230 atletas de 11 nacionalidades, com destaque para o Brasil que obteve 
58 medalhas no total, sendo 23 de ouro.

## Resultados
Esses foram os resultados do campeonato. 

### Masculino
| Evento                      | Ouro                                                                                        | Ouro      | Prata                                                                       | Prata     | Bronze                                                                       | Bronze    |
| --------------------------- | ------------------------------------------------------------------------------------------- | --------- | --------------------------------------------------------------------------- | --------- | ---------------------------------------------------------------------------- | --------- |
| 100 metros                  | Nilson Andrè (BRA)                                                                          | 10.69     | Bruno de Barros (BRA)                                                       | 10.70     | Franklin Nazareno (ECU)                                                      | 10.84     |
| 200 metros                  | Bruno de Barros (BRA)                                                                       | 21.13     | Franklin Nazareno (ECU)                                                     | 21.38     | Nilson Andrè (BRA)                                                           | 21.53     |
| 400 metros                  | Andrés Silva (URU)                                                                          | 46.73     | Helder Alves (BRA)                                                          | 46.95     | Rubén Headly (VEN)                                                           | 47.94     |
| 800 metros                  | Fernando Lina da Silva (BRA)                                                                | 1:50.09   | Diomar de Souza (BRA)                                                       | 1:50.11   | Ramón Michel (VEN)                                                           | 1:50.32   |
| 1 500 metros                | Mario Bazán (PER)                                                                           | 3:50.65   | Freddy Espinoza (COL)                                                       | 3:50.98   | Mauricio Valdivia (CHI)                                                      | 3:52.11   |
| 5 000 metros                | Robson de Lima (BRA)                                                                        | 14:24.25  | Mario Bazán (PER)                                                           | 14:25.48  | John Tello (COL)                                                             | 14:31.56  |
| 10 000 metros               | Robson de Lima (BRA)                                                                        | 30:25.63  | Andrés Peña (COL)                                                           | 30:27.72  | Segundo Jami (ECU)                                                           | 30:39.12  |
| 20 km marcha atlética       | Juan Manuel Cano (ARG)                                                                      | 1:26:37.0 | Mauricio Arteaga (ECU)                                                      | 1:26:59.0 | Pavel Chihuán (PER)                                                          | 1:29:51.0 |
| 110 metros barreiras        | Jorge McFarlane (PER)                                                                       | 14.24     | Luiz Alberto de Araújo (BRA)                                                | 14.34     | Éder Antônio Souza (BRA)                                                     | 14.34     |
| 400 metros barreiras        | Andrés Silva (URU)                                                                          | 51.33     | Thiago Sales (BRA)                                                          | 51.52     | Ingo Stotz (CHI)                                                             | 52.81     |
| 3.000 metros com obstáculos | Mario Bazán (PER)                                                                           | 8:52.95   | Eduardo Antunes (BRA)                                                       | 8:57.49   | Fabián Cajamarca (ECU)                                                       | 9:13.90   |
| 4×100 metros estafetas      | Brasil · Ailson da Silva Feitosa · Nilson Andrè · Bruno de Barros · Rafael da Silva Ribeiro | 40.06     | Chile · Franco Boccardo · Cristian Reyes · José Vidal · Ingo Stotz          | 42.16     | Peru · Álvaro Romero · Geraldo Ramírez · Javier McFarlane · Rosendo Valiente | 42.77     |
| 4×400 metros estafetas      | Brasil · Bruno de Barros · Wagner Francisco Cardoso · Enrique Nogueira · Helder Alves       | 3:09.02   | Venezuela · Antonio Alvarado · Víctor Solarte · Michel Ramón · Rubén Headly | 3:15.19   | Peru · Geraldo Ramírez · Hugo Vilca · Julio Pérez · Jorge McFarlane          | 3:16.89   |
| Salto em altura             | Wanner Miller (COL)                                                                         | 2.17      | Guilherme Cobbo (BRA)                                                       | 2.14      | Diego Ferrín (ECU)                                                           | 2.11      |
| Salto à vara                | Germán Chiaraviglio (ARG)                                                                   | 5.10      | Derik Koubik (BRA)                                                          | 4.60      | Kelvim Koubik (BRA)                                                          | 4.60      |
| Salto em comprimento        | Jorge McFarlane (PER)                                                                       | 7.72      | Hugo Chila (ECU)                                                            | 7.60      | Vicente Aguirre (CHI)                                                        | 7.29      |
| Salto triplo                | Hugo Chila (ECU)                                                                            | 16.68     | Hilton da Silva (BRA)                                                       | 15.94     | Heleno Rodrigues (BRA)                                                       | 15.48     |
| Arremesso de peso           | Raoni de Morâes (BRA)                                                                       | 17.43     | Eder César Moreno (COL)                                                     | 17.03     | Javier Eduardo Nieto (PER)                                                   | 16.83     |
| Lançamento de disco         | Gerson dos Santos (BRA)                                                                     | 52.79     | Maximiliano Alonso (CHI)                                                    | 52.61     | Raoni de Morâes (BRA)                                                        | 51.58     |
| Lançamento do martelo       | Jacobo D'León (COL)                                                                         | 57.73     | Allan da Silva Wolski (BRA)                                                 | 56.30     | Juan Manuel Charadía (ARG)                                                   | 54.14     |
| Lançamento do dardo         | Ignacio Guerra (CHI)                                                                        | 74.55     | Víctor Fatecha (PAR)                                                        | 69.69     | Júlio César de Oliveira (BRA)                                                | 66.46     |
| Decatlo                     | Danilo Xavier (BRA)                                                                         | 7435      | Ânderson Venâncio (BRA)                                                     | 7319      | Damián Benedetich (ARG)                                                      | 6264      |

### Feminino
| Evento                      | Ouro                                                                                   | Ouro      | Prata                                                                            | Prata     | Bronze                                                                  | Bronze    |
| --------------------------- | -------------------------------------------------------------------------------------- | --------- | -------------------------------------------------------------------------------- | --------- | ----------------------------------------------------------------------- | --------- |
| 100 metros                  | Rosângela Santos (BRA)                                                                 | 11.91     | Ana Claudia Silva (BRA)                                                          | 12.09     | Patricia Blanco (VEN)                                                   | 12.43     |
| 200 metros                  | Ana Claudia Silva (BRA)                                                                | 24.06     | Vanda Gomes (BRA)                                                                | 24.88     | María Navas (VEN)                                                       | 24.95     |
| 400 metros                  | Jailma de Lima (BRA)                                                                   | 54.46     | Madelene Rondón (VEN)                                                            | 54.64     | Elaine Paixão (BRA)                                                     | 56.70     |
| 800 metros                  | Madelene Rondón (VEN)                                                                  | 2:05.85   | Muriel Coneo (COL)                                                               | 2:07.70   | Thayra Francis dos Santos (BRA)                                         | 2:08.47   |
| 1 500 metros                | Sabine Heitling (BRA)                                                                  | 4:34.42   | Muriel Coneo (COL)                                                               | 4:35.28   | Andrea Ferris (PAN)                                                     | 4:36.61   |
| 5 000 metros                | Inés Melchor (PER)                                                                     | 16:44.59  | Karina Villazana (PER)                                                           | 16:54.96  | Michele das Chagas (BRA)                                                | 17:04.55  |
| 10 000 metros               | Inés Melchor (PER)                                                                     | 35:43.27  | Karina Villazana (PER)                                                           | 36:07.43  |                                                                         |           |
| 20 km marcha atlética       | Johana Ordóñez (ECU)                                                                   | 1:40:22.0 | Magali Andrade (ECU)                                                             | 1:41:22.0 | Ingrid Hernández (COL)                                                  | 1:41:49.0 |
| 100 metros barreiras        | Fabiana dos Santos (BRA)                                                               | 14.25     | Giselle de Albuquerque (BRA)                                                     | 14.74     | Giuliana Franciosi (PER)                                                | 14.85     |
| 400 metros barreiras        | Higlécia de Oliveira (BRA)                                                             | 59.71     | Aline Lopes da Silva (BRA)                                                       | 1:01.34   | Karina Caicedo (ECU)                                                    | 1:01.60   |
| 3.000 metros com obstáculos | Sabine Heitling (BRA)                                                                  | 10:17.35  | Isabel Cristina Feliciano da Silva (BRA)                                         | 10:36.40  | Ingrid Galloso (CHI)                                                    | 10:39.82  |
| 4×100 metros estafetas      | Brasil · Ana Cláudia Lemos Silva · Rosângela Santos · Franciela Krasucki · Vanda Gomes | 45.76     | Peru · Amanda Quispe · Rocío Rodrich · Mónica Vera · Paola Mautino               | 48.65     | Bolívia · Leslie Arnez · Maira Cano · Marisabel Romero · Alison Sánchez | 48.79     |
| 4×400 metros estafetas      | Brasil · Aline Lopes da Silva · Higlécia de Oliveira · Elaine Paixão · Jailma de Lima  | 3:43.30   | Venezuela · Patricia Blanco · Guillercy González · María Navas · Madelene Rondón | 3:53.85   | Peru · Amanda Quispe · Mónica Vera · Carla Cavero · Alison Sánchez      | 4:00.12   |
| Salto em altura             | Aline Fernanda Santos (BRA)                                                            | 1.77      | Monique Varmeling (BRA) Daiana Sturtz (ARG)                                      | 1.74      |                                                                         |           |
| Salto à vara                | Sara Pereira (BRA)                                                                     | 3.70      | Valeria Chiaraviglio (ARG)                                                       | 3.50      | Aline da Silva (BRA)                                                    | 3.40      |
| Salto em comprimento        | Eliane Martins (BRA)                                                                   | 6.11      | Verónica Davis (VEN)                                                             | 5.79      | Kauiza Venâncio (BRA)                                                   | 5.73      |
| Salto triplo                | Verónica Davis (VEN)                                                                   | 13.41     | Simone de Oliveira (BRA)                                                         | 13.07     | Lorena Mina (ECU)                                                       | 12.86     |
| Arremesso de peso           | Natalia Ducó (CHI)                                                                     | 17.77     | Anna Pereira (BRA)                                                               | 15.32     | Renata Severiano (BRA)                                                  | 14.28     |
| Lançamento de disco         | Rocío Comba (ARG)                                                                      | 54.03     | Andressa de Morais (BRA)                                                         | 51.24     | Luz Montaño (COL)                                                       | 48.89     |
| Lançamento do martelo       | Rosa Rodríguez (VEN)                                                                   | 64.76     | Marynna de Jesus (BRA)                                                           | 56.83     | Marcela Solano (CHI)                                                    | 52.91     |
| Lançamento do dardo         | Diana Rivas (COL)                                                                      | 50.64     | María Paz Ríos (CHI)                                                             | 48.58     | Jucilene de Lima (BRA)                                                  | 48.44     |
| Heptatlo                    | Vanessa Spínola (BRA)                                                                  | 5138      | Karine Farias (BRA)                                                              | 4981      | Agustina Zerboni (ARG)                                                  | 4820      |

## Quadro de medalhas (não oficial)
| Ordem | País      | Medalha de ouro | Medalha de prata | Medalha de bronze | Total |
| ----- | --------- | --------------- | ---------------- | ----------------- | ----- |
| 1     | Brasil    | 23              | 22               | 13                | 58    |
| 2     | Peru      | 6               | 4                | 6                 | 16    |
| 3     | Colômbia  | 3               | 5                | 3                 | 11    |
| 4     | Venezuela | 3               | 4                | 4                 | 11    |
| 5     | Argentina | 3               | 2                | 3                 | 8     |
| 6     | Equador   | 2               | 4                | 6                 | 12    |
| 7     | Chile     | 2               | 3                | 5                 | 10    |
| 8     | Uruguai   | 2               | 0                | 0                 | 2     |
| 9     | Paraguai  | 0               | 1                | 0                 | 1     |
| 10    | Bolívia   | 0               | 0                | 1                 | 1     |
| 10    | Panamá    | 0               | 0                | 1                 | 1     |
| Total | Total     | 44              | 45               | 42                | 131   |

## Tabela de pontos
O Brasil liderou com folga a tabela geral de pontuação com 485 pontos 
| Posição | Nacionalidade | Pontos |
| ------- | ------------- | ------ |
| 1       | Brasil        | 485    |
| 2       | Peru          | 178    |
| 3       | Chile         | 118    |
| 4       | Venezuela     | 94     |
| 5       | Colômbia      | 86     |
| 6       | Argentina     | 83     |
| 7       | Equador       | 75     |
| 8       | Uruguai       | 29     |
| 9       | Bolívia       | 18     |
| 10      | Panamá        | 7      |
| 11      | Paraguai      | 6      |

| Posição | Nacionalidade | Pontos |
| ------- | ------------- | ------ |
| 1       | Brasil        | 212    |
| 2       | Peru          | 89     |
| 3       | Chile         | 85     |
| 4       | Colômbia      | 54     |
| 5       | Equador       | 42     |
| 6       | Argentina     | 40     |
| 7       | Uruguai       | 26     |
| 7       | Venezuela     | 26     |
| 9       | Paraguai      | 6      |
| 10      | Bolívia       | 1      |

| Posição | Nacionalidade | Pontos |
| ------- | ------------- | ------ |
| 1       | Brasil        | 273    |
| 2       | Peru          | 89     |
| 3       | Venezuela     | 68     |
| 4       | Argentina     | 43     |
| 5       | Chile         | 33     |
| 5       | Equador       | 33     |
| 7       | Colômbia      | 32     |
| 8       | Bolívia       | 17     |
| 9       | Panamá        | 7      |
| 10      | Uruguai       | 3      |

## Participantes
Entre 220 e 260 atletas de 11 países participaram do evento.  Uma contagem não oficial através das listas de resultados  resultou em 230 atletas participantes:
| - Argentina (16) - Bolívia (9) - Brasil (74) | - Chile (34) - Colômbia (18) - Equador (14) | - Panamá (5) - Paraguai (1) - Peru (40) | - Uruguai (4) - Venezuela (15) |

Legenda
| Recorde mundial       | Recorde mundial (World record)               |                       | Recorde africano                      | Recorde africano (African) |                                           | Q | Classificado por posição (Qualified) |
| Recorde do campeonato | Recorde do campeonato (Championship record)  | Recorde da América    | Recorde da América (Americas)         | q                          | Classificado por melhor tempo (Qualified) |   |                                      |
| Melhor marca do ano   | Melhor marca do ano (World leading)          | Recorde asiático      | Recorde asiático (Asian)              | DNS                        | Não largou (Did not start)                |   |                                      |
| Recorde nacional      | Recorde nacional (National record)           | Recorde europeu       | Recorde europeu (European)            | DNF                        | Não terminou (Did not finish)             |   |                                      |
| Recorde pessoal       | Recorde pessoal do atleta (Personal best)    | Recorde da Oceania    | Recorde da Oceania (Oceania)          | DSQ / DQ                   | Desclassificado (Disqualified)            |   |                                      |
| Recorde da temporada  | Recorde da temporada do atleta (Season best) | Recorde sul-americano | Recorde sul-americano (South America) | NM                         | Sem marca (No mark)                       |   |                                      |